# فرودگاه سومیت (آلاسکا)
فرودگاه سومیت (آلاسکا) (به انگلیسی: Summit Airport (Alaska)) یک فرودگاه همگانی بهره‌برداری هوایی با کد یاتا UMM است که یک باند فرود شن دارد و طول باند آن ۱۱۷۰ متر است. این فرودگاه در کشور ایالات متحده آمریکا قرار دارد و در ارتفاع ۷۳۴ متری از سطح دریا واقع شده است.